# ونمبینی
ونمبینی (به لاتین: Vanamboini) یک منطقهٔ مسکونی در مجمع‌الجزایر قمر است که در گرند کومور واقع شده‌است.

## خصوصیات
ونمبینی ۱٬۲۴۵ نفر جمعیت دارد.